# Parasigmoidella marginalis
Parasigmoidella marginalis es una especie de cucaracha del género Parasigmoidella, familia Ectobiidae.

## Distribución
Esta especie se encuentra en Nueva Guinea.